# Pieter Daniel de Wet
Pieter Daniel de Wet znany jako Piet de Wet (ur. 1861, zm. 1929) – burski wojskowy (generał) i polityk.
Był synem Jacobusa Ignatiusa de Weta i Aletty Susanny Margarethy de Wet oraz bratem Christiaana de Weta. Brał udział w I wojnie burskiej, w kolejnych latach zaangażował się w politykę (od 1892 do 1898 wchodził w skład volksraadu Wolnego Państwa Orania). Podczas II wojny burskiej początkowo walczył po stronie afrykanerskich republik, później przeszedł na stronę wojsk brytyjskich.